# 당의 지도성
당의 지도성(黨 ― 指導性, 독일어: Führung der Partei)이란 레닌주의의 원칙 중 하나다. 레닌주의를 내세우는 많은 사회주의 국가의 헌법 등에 명기되어 공산당이 국가・정부・군부・사법・종교・단체・대중 등 사회의 몯믄 조직・조직활동을 "지도"하는 근거로 삼았다. 국가를 지도하는 당을 지도정당(指導政黨)이라고 한다.
레닌의 전위당론에서 프롤레타리아트를 지도하는 것은 소수정예 공산당이다. 이 일당독재이론을 러시아 혁명으로 권력을 획득한 볼셰비키 무리가 국가 헌법에 명기하여 제도화한 것이 "당의 지도성"이다. "당의 지도"는 "사회주의 사회" 전체에 필요하기 때문에 정부 뿐 아니라 군부・사법・직장・노조・지역・학교・문화단체・각종 모임 등 모든 사회적 조직이 지도대상에 포함된다. 모든 계층의 사회집단에 공산당이 세포조직을 두고서 의사결정을 "조언"하거나 하는 것이다.
당의 지도에 따르지 않는 사람은 보통 "반당분자" 등으로 몰려서 숙청의 대상이 된다. 때문에 헌법이 존재하고 언론과 집회의 자유와 권리가 그 헌법에 명기되어 있어 봤자 실제로는 모든 조직에서 공산당의 지배가 철저히 된다.  그 결과로 정부조직과 당조직간의 역할분담의 모호화, 국가조직의 형식화와 당의 비대화, 출세 및 이권을 추구하는 집단이 당에 유입됨으로 인한 당간부의 비리와 부패, 군의 위상모호화 등의 현상이 발생할 수 있다.
특정 정당이 지도정당으로 규정되는 국가에서는 해당 지도정당이 절대적 권능을 가지기 때문에, 일당제 체제가 되거나 다른 정당들이 존재한다고 해도 위성정당에 지나지 않고 사실상의 일당제 체제가 된다.

## 예시
공산당의 지도성을 헌법에 명기한 국가로 다음과 같은 국가들이 있다.
- 중화인민공화국: 헌법 서언에 각 정파 및 각 대중단체와 각 민족인민이 “당의 영도” 아래에 있다고 명기했으며,[7] 2018년 개헌 때도 헌법 본문 제1조에 “중국공산당의 영도는 중국식 사회주의의 가장 본질적인 특징”이라고 규정했다.[8]
- 베트남 사회주의공화국: 헌법 제4조에 베트남 공산당이 “국가와 사회의 지도세력”이라고 명기했다.[9]
- 조선민주주의인민공화국: 헌법(2009년 개정)에 “당의 영도”를 명기[10]
- 라오인민민주공화국: 헌법 제3조에 “라오인민혁명당을 주축으로 한 정치제도”를 규정[11]
- 쿠바 공화국: 헌법 제5조에 “쿠바 공산당은 사회 및 국가의 뛰어난 지도력”이라고 규정[12]
- 헝가리 인민공화국: 헝가리 사회주의노동자당이 “당의 지도적 역할”을 가짐. 1989년 2월 다당제를 허용하면서 그 역할을 포기.
- 소비에트 연방: 헌법에 “공산당의 지도적 역할” 조항 존재. 1990년 다당제를 허용하면서 해당 조항 삭제.[13]
- 독일민주공화국: 1968년 헌법개정으로 제1조에 국가가 “노동자계급과 그 마르크스-레닌주의 정당의 지도하에 놓인다”고 규정.[14] 1989년 12월 해당 부분을 삭제.[15]
- 시리아 아랍공화국: 1970년 이후 시리아 바트당의 사실상 일당독재 체제로,[16] 헌법에 바트당을 “지도정당”으로 명기했다.[17][18] 그러나 2011년부터의 시리아 내전으로 2012년 헌법을 개정하고 지도정당 조항을 삭제, 복수정당제를 인정했다.[19]